# Episodi di È proibito ballare
La prima e unica stagione della sitcom italiana È proibito ballare, composta da sessantacinque episodi, è stata trasmessa per la prima volta su Rai 1 nel 1989 dal 18 settembre al 15 dicembre.
| nº | Titolo                       | Prima TV Italia   |
| -- | ---------------------------- | ----------------- |
| 1  | Il più buono di tutti        | 18 settembre 1989 |
| 2  | Starlette                    | 19 settembre 1989 |
| 3  | Romanzo rosa                 | 20 settembre 1989 |
| 4  | Riccardo Cuor di Leone       | 21 settembre 1989 |
| 5  | Il secchione                 | 22 settembre 1989 |
| 6  | Il papà di Andrea            | 25 settembre 1989 |
| 7  | Davide e signora             | 26 settembre 1989 |
| 8  | A.A.A. appartamento cercasi  | 27 settembre 1989 |
| 9  | Mi sono innamorato di Marina | 28 settembre 1989 |
| 10 | Tropical                     | 29 settembre 1989 |
| 11 | Ai posteri l'ardua sentenza  | 2 ottobre 1989    |
| 12 | Saxophone                    | 3 ottobre 1989    |
| 13 | Le foto di Clara             | 4 ottobre 1989    |
| 14 | Premio letterario            | 5 ottobre 1989    |
| 15 | Il flauto magico             | 6 ottobre 1989    |
| 16 | La donna della mia vita      | 9 ottobre 1989    |
| 17 | La festa di fidanzamento     | 10 ottobre 1989   |
| 18 | Polli                        | 11 ottobre 1989   |
| 19 | Roba da uomini               | 12 ottobre 1989   |
| 20 | Bella come tu mi vuoi        | 13 ottobre 1989   |
| 21 | L'avventura                  | 16 ottobre 1989   |
| 22 | Amatissima Dorotea           | 17 ottobre 1989   |
| 23 | Il figlio americano          | 18 ottobre 1989   |
| 24 | Grazie Riccardo              | 19 ottobre 1989   |
| 25 | Maschi                       | 20 ottobre 1989   |
| 26 | Un cetriolo americano        | 23 ottobre 1989   |
| 27 | Tradimenti                   | 24 ottobre 1989   |
| 28 | L'audizione                  | 25 ottobre 1989   |
| 29 | Lo psicanalista              | 26 ottobre 1989   |
| 30 | Bon ton                      | 27 ottobre 1989   |
| 31 | La rimpatriata               | 30 ottobre 1989   |
| 32 | Balabanoff                   | 31 ottobre 1989   |
| 33 | Wall Street                  | 1º novembre 1989  |
| 34 | Clifford Party               | 2 novembre 1989   |
| 35 | Cavalli di razza             | 3 novembre 1989   |
| 36 | Uno dei possibili mariti     | 6 novembre 1989   |
| 37 | Amore amore                  | 7 novembre 1989   |
| 38 | Genitori                     | 8 novembre 1989   |
| 39 | Il capufficio                | 9 novembre 1989   |
| 40 | Rita bella e possibile       | 10 novembre 1989  |
| 41 | Il giorno del giudizio       | 13 novembre 1989  |
| 42 | La grande occasione          | 14 novembre 1989  |
| 43 | Interno notte                | 15 novembre 1989  |
| 44 | Scherzo telefonico           | 16 novembre 1989  |
| 45 | La partita                   | 17 novembre 1989  |
| 46 | L'altra                      | 20 novembre 1989  |
| 47 | Il boss                      | 21 novembre 1989  |
| 48 | L'orologio del '50           | 22 novembre 1989  |
| 49 | Vilcoyote                    | 23 novembre 1989  |
| 50 | Rose rosse per te            | 24 novembre 1989  |
| 51 | Ultime notizie               | 27 novembre 1989  |
| 52 | Delitto d'onore              | 28 novembre 1989  |
| 53 | SerataArgentina              | 29 novembre 1989  |
| 54 | Biglietto vincente           | 30 novembre 1989  |
| 55 | Provini                      | 1º dicembre 1989  |
| 56 | Aloha                        | 4 dicembre 1989   |
| 57 | L'interrogazione             | 5 dicembre 1989   |
| 58 | Solo per gelosia             | 6 dicembre 1989   |
| 59 | Amnesia                      | 7 dicembre 1989   |
| 60 | L'anniversario               | 8 dicembre 1989   |
| 61 | Il mago bambino              | 11 dicembre 1989  |
| 62 | La sbandata                  | 12 dicembre 1989  |
| 63 | L'esame                      | 13 dicembre 1989  |
| 64 | Servizio fotografico         | 14 dicembre 1989  |
| 65 | Il talismano                 | 15 dicembre 1989  |

## Il più buono di tutti
- Sceneggiatura di Enrico Caria
- Regia di Cesare Bastelli

## Starlette
- Sceneggiatura di Mariantonia Avati
- Regia di Cesare Bastelli

## Romanzo rosa
- Sceneggiatura di Bruno Garbuglia e Roberto Ivan Orano
- Regia di Fabrizio Costa

## Riccardo Cuor di Leone
- Sceneggiatura di Salvatore Marcarelli
- Regia di Fabrizio Costa

## Il secchione
- Sceneggiatura di Bruno Garbuglia e Roberto Ivan Orano
- Regia di Fabrizio Costa

## Il papà di Andrea
- Sceneggiatura di Mariantonia Avati
- Regia di Cesare Bastelli

## Davide e signora
- Sceneggiatura di Guglielmo Enea
- Regia di Fabrizio Costa

## A.A.A. Appartamento cercasi
- Sceneggiatura di Giovanni Lenzerini, Marilisa Calò e Borghini
- Regia di Cesare Bastelli

## Mi sono innamorato di Marina
- Sceneggiatura di Lucio Gaudino e Andrea Ferreri
- Regia di Cesare Bastelli

## Tropical
- Sceneggiatura di Lucio Gaudino e Andrea Ferreri
- Regia di Cesare Bastelli

## Ai posteri l'ardua sentenza
- Sceneggiatura di Gerolamo Alchieri e Roberto Ivan Orano
- Regia di Fabrizio Costa

## Saxophone
- Sceneggiatura di Guglielmo Enea
- Regia di Fabrizio Costa

## Le foto di Clara
- Sceneggiatura di Mariantonia Avati
- Regia di Cesare Bastelli

## Premio letterario
- Sceneggiatura di Salvatore Marcarelli
- Regia di Cesare Bastelli

## Il flauto magico
- Sceneggiatura di Alessandro Tamburini
- Regia di Fabrizio Costa

## La donna della mia vita
- Sceneggiatura di Salvatore Marcarelli
- Regia di Cesare Bastelli

## La festa di fidanzamento
- Sceneggiatura di Alessandro Tamburini
- Regia di Fabrizio Costa

## Polli
- Sceneggiatura di Salvatore Marcarelli
- Regia di Fabrizio Costa

## Roba da uomini
- Sceneggiatura di Gerolamo Alchieri e Roberto Ivan Orano
- Regia di Fabrizio Costa

## Balla come tu mi vuoi
- Sceneggiatura di Salvatore Marcarelli
- Regia di Fabrizio Costa

## L'avventura
- Sceneggiatura di Lucio Gaudino
- Regia di Cesare Bastelli

## Amatissima Dorotea
- Sceneggiatura di Roberto Nobile
- Regia di Cesare Bastelli

## Il figlio americano
- Sceneggiatura di Giovanni Lenzerini, Marilisa Calò e Borghini
- Regia di Cesare Bastelli

## Grazie Riccardo
- Sceneggiatura di Bruno Garbuglia e Roberto Ivan Orano
- Regia di Cesare Bastelli

## Maschi
- Sceneggiatura di Mariantonia Avati
- Regia di Fabrizio Costa

## Un cetriolo americano
- Sceneggiatura di Bruno Garbuglia e Roberto Ivan Orano
- Regia di Cesare Bastelli

## Tradimenti
- Sceneggiatura di Lucio Gaudino e Andrea Ferreri
- Regia di Fabrizio Costa

## L'audizione
- Sceneggiatura di Bruno Garbuglia e Roberto Ivan Orano
- Regia di Cesare Bastelli

## Lo psicanalista
- Sceneggiatura di Lucio Gaudino e Andrea Ferreri
- Regia di Cesare Bastelli

## Bon ton
- Sceneggiatura di Mariantonia Avati
- Regia di Fabrizio Costa

## La rimpatriata
- Sceneggiatura di Gerolamo Alchieri e Roberto Ivan Orano
- Regia di Cesare Bastelli

## Balabanoff
- Sceneggiatura di Guglielmo Enea
- Regia di Fabrizio Costa

## Wall Street
- Sceneggiatura di Guglielmo Enea
- Regia di Fabrizio Costa

## Clifford Party
- Sceneggiatura di Giovanni Lenzerini, Marilisa Calò e Borghini
- Regia di Fabrizio Costa

## Cavalli di razza
- Sceneggiatura di Lucio Gaudino
- Regia di Cesare Bastelli

## Uno dei possibili mariti
- Sceneggiatura di Mariantonia Avati
- Regia di Fabrizio Costa

## Amore amore
- Sceneggiatura di Roberto Nobile
- Regia di Cesare Bastelli

## Genitori
- Sceneggiatura di Mariantonia Avati
- Regia di Cesare Bastelli

## Il capufficio
- Sceneggiatura di Alessandro Tamburini
- Regia di Cesare Bastelli

## Rita bella e possibile
- Sceneggiatura di Mariantonia Avati
- Regia di Fabrizio Costa

## Il giorno del giudizio
- Sceneggiatura di Alessandro Tamburini
- Regia di Fabrizio Costa

## La grande occasione
- Sceneggiatura di Mariantonia Avati
- Regia di Fabrizio Costa

## Interno notte
- Sceneggiatura di Roberto Nobile
- Regia di Cesare Bastelli

## Scherzo telefonico
- Sceneggiatura di Lucio Gaudino e Andrea Ferreri
- Regia di Fabrizio Costa

## La partita
- Sceneggiatura di Alessandro Tamburini
- Regia di Cesare Bastelli

## L'altra
- Sceneggiatura di Lucio Gaudino e Andrea Ferreri
- Regia di Fabrizio Costa

## Il boss
- Sceneggiatura di Alessandro Tamburini
- Regia di Cesare Bastelli

## L'orologio del '50
- Sceneggiatura di Bruno Garbuglia e Roberto Ivan Orano
- Regia di Cesare Bastelli

## Vilcoyote
- Sceneggiatura di Lucio Gaudino e Andrea Ferreri
- Regia di Cesare Bastelli

## Rose rosse per te
- Sceneggiatura di Lucio Gaudino e Andrea Ferreri
- Regia di Cesare Bastelli

## Ultime notizie
- Sceneggiatura di Lucio Gaudino e Andrea Ferreri
- Regia di Fabrizio Costa

## Delitto d'onore
- Sceneggiatura di Lucio Gaudino e Andrea Ferreri
- Regia di Fabrizio Costa

## SerataArgentina
- Sceneggiatura di Roberto Nobile
- Regia di Cesare Bastelli

## Biglietto vincente
- Sceneggiatura di Bruno Garbuglia e Roberto Ivan Orano
- Regia di Fabrizio Costa

## Provini
- Sceneggiatura di Lucio Gaudino e Andrea Ferreri
- Regia di Cesare Bastelli

## Aloha
- Sceneggiatura di Salvatore Marcarelli
- Regia di Fabrizio Costa

## L'interrogazione
- Sceneggiatura di Bruno Garbuglia e Roberto Ivan Orano
- Regia di Fabrizio Costa

## Solo per gelosia
- Sceneggiatura di Roberto Nobile
- Regia di Fabrizio Costa

## Amnesia
- Sceneggiatura di Roberto Nobile
- Regia di Cesare Bastelli

## L'anniversario
- Sceneggiatura di Bruno Garbuglia e Roberto Ivan Orano
- Regia di Fabrizio Costa

## Il mago bambino
- Sceneggiatura di Mariantonia Avati
- Regia di Fabrizio Costa

## La sbandata
- Sceneggiatura di Salvatore Marcarelli
- Regia di Cesare Bastelli

## L'esame
- Sceneggiatura di Salvatore Marcarelli
- Regia di Fabrizio Costa

## Servizio fotografico
- Sceneggiatura di Lucio Gaudino
- Regia di Fabrizio Costa

## Il talismano
- Sceneggiatura di Bruno Garbuglia e Roberto Ivan Orano
- Regia di Fabrizio Costa